# Persecution Mania
Persecution Mania este al doilea album de studio al formației germane de thrash metal Sodom. Lansat pe 1 decembrie 1987 de casa de discuri SPV/Steamhammer, albumul, deși încă puternic influențat de stilul black metal, marchează trecerea formației de la black la thrash metal într-o perioadă în care popularitatea genului era la apogeu. De asemenea, dat fiind faptul că stilul era asemănător cu al altor formații germane, precum Destruction și Kreator, termenul de „teutonic” thrash metal a fost utilizat pentru a descrie scena germană.
Deși coperta albumul prezintă un soldat înarmat stând în fața unei cruci, temele versurilor sunt mai degrabă centrate pe politică și război decât pe religie. Acest fapt se datorează cu precădere chitaristului Frank "Blackfire" Gosdzik, care, odată devenit membru, a contribuit atât la dezvoltarea unui stil literar aparte, cât și la crearea unui sunet mai clar și mai organizat.
Persecution Mania a fost relansat în 2000 ca parte a unui pachet dublu, împreună cu albumele Obsessed by Cruelty/In the Sign of Evil⁠(d). Ambele versiuni CD lansate includ extended play-ul Expure of Sodomy⁠(d).

## Lista pieselor
Toate melodiile sunt compuse de Chris Witchhunter, Frank Blackfire și Tom Angelripper.
| Nr.             | Titlu                         | Lungime |  |
| 1.              | „Nuclear Winter”              | 5:26    |  |
| 2.              | „Electrocution”               | 3:26    |  |
| 3.              | „Iron Fist” (Motörhead cover) | 2:45    |  |
| 4.              | „Persecution Mania”           | 3:40    |  |
| 5.              | „Enchanted Land”              | 4:01    |  |
| 6.              | „Procession to Golgatha”      | 2:01    |  |
| 7.              | „Christ Passion”              | 6:13    |  |
| 8.              | „Conjuration”                 | 3:44    |  |
| 9.              | „Bombenhagel”                 | 5:11    |  |
| Lungime totală: | Lungime totală:               | 34:39   |  |

| Versiunea europeană |                    |         |  |
| Nr.                 | Titlu              | Lungime |  |
| 10.                 | „Outbreak of Evil” | 3:32    |  |
| 11.                 | „Sodomy & Lust”    | 5:14    |  |
| 12.                 | „The Conqueror”    | 3:29    |  |
| 13.                 | „My Atonement”     | 6:05    |  |

## Membrii formației

### Sodom
- Tom Angelripper - voce, bas
- Frank Blackfire - chitară
- Chris Witchhunter - tobe

### Alți membri
- Harris Johns - solo de chitară la melodia „Bombenhagel”

### Producție
- Johannes Beck - realizator copertă
- Harris Johns - inginer, producător